# Mongolie aux Jeux olympiques d'hiver de 1984
La Mongolie participe aux Jeux olympiques d'hiver de 1984 à Sarajevo en Yougoslavie du 8 février au 19 février 1984. Il s'agit de sa 5e participation à des Jeux olympiques d'hiver. Elle était représentée par quatre athlètes.